# ドゥシャン・ヴラホヴィッチ
ドゥシャン・ヴラホヴィッチ（セルビア語: Душан Влаховић, ラテン文字転写: Dušan Vlahović, 2000年1月28日 - ）は、セルビア・ベオグラード出身のプロサッカー選手。セリエA・ユヴェントスFC所属。セルビア代表。ポジションはフォワード。

## 経歴

### クラブ
OFKベオグラードのユースチームで3か月プレイし、ツルヴェナ・ズヴェズダでも1試合に出場した。2014年夏にパルチザン・ベオグラードに移り、2015年2月、弱冠15歳でパルチザンとプロ契約を締結した。2016年2月21日、OFKベオグラード戦でクラブ史上最年少（16歳24日）でのプロデビューを果たすと、4月2日にはラドニク・スルドゥリツァ戦でクラブ史上最年少（16歳65日）となる初ゴールを挙げた。
2017年6月23日、イタリアのフィオレンティーナに5年契約で移籍することで合意したと発表された。正式契約は18歳の誕生日である2018年1月28日に発効する。9月25日のインテル・ミラノ戦でセリエA初出場を果たしたが、2018-19シーズンはリーグ戦ノーゴールに終わった。
2020-21シーズン、ストライカーの育成に定評があるチェーザレ・プランデッリが監督に就任すると得点能力が開花し、3月13日、第27節のベネヴェント戦でのハットトリックなど、リーグ戦ではキャリアハイの21ゴールを挙げ、飛躍のシーズンとなった。
2022年1月28日、ユヴェントスに4年半契約で完全移籍。移籍金は7,000万ユーロで、成績に応じて最大1,000万ユーロのボーナスが加わると報じられた。2月6日、第24節のエラス・ヴェローナ戦に先発し、移籍後初出場。13分に移籍後初ゴールを挙げた。2月23日、UEFAチャンピオンズリーグのビジャレアル戦で先発出場し、同大会初出場ながら試合開始直後に先制ゴールを挙げた。
2024年5月15日、コッパ・イタリア決勝のアタランタ戦で、開始4分で先制ゴールを挙げこれが決勝点となり優勝に貢献し、自身にとってイタリアでの初のクラブタイトル獲得となった。

### 代表
セルビアの各世代別代表を経験し、UEFA U-19欧州選手権では2017年大会と2019年大会の予選などに出場した。
2020年10月11日、UEFAネイションズリーグのハンガリー戦でA代表初キャップ。11月18日、同リーグのロシア戦で、A代表初ゴールと初アシストを記録した。
2022年、FIFAワールドカップでは怪我のためグループステージの第1戦と2戦を欠場したが、スイス戦に出場して1得点を挙げた。しかし2-3でチームは敗れ、決勝トーナメントには進出できなかった。

## 個人成績

### クラブ
| 国内大会個人成績 | 国内大会個人成績   | 国内大会個人成績 | 国内大会個人成績 | 国内大会個人成績 | 国内大会個人成績                        | 国内大会個人成績 | 国内大会個人成績 | 国内大会個人成績 | 国内大会個人成績 | 国内大会個人成績 | 国内大会個人成績 |
| 年度             | クラブ             | 背番号           | リーグ           | リーグ戦         | リーグ戦                                | リーグ杯         | リーグ杯         | オープン杯       | オープン杯       | 期間通算         | 期間通算         |
| 年度             | クラブ             | 背番号           | リーグ           | 出場             | 得点                                    | 出場             | 得点             | 出場             | 得点             | 出場             | 得点             |
| セルビア         | セルビア           | セルビア         | セルビア         | リーグ戦         | リーグ戦                                | リーグ杯         | リーグ杯         | オープン杯       | オープン杯       | 期間通算         | 期間通算         |
| ---------------- | ------------------ | ---------------- | ---------------- | ---------------- | --------------------------------------- | ---------------- | ---------------- | ---------------- | ---------------- | ---------------- | ---------------- |
| 2015-16          | パルチザン         | 9                | スーペルリーガ   | 14               | 1                                       | 4                | 2                | -                | -                | 18               | 3                |
| 2016-17          | パルチザン         | 9                | スーペルリーガ   | 7                | 0                                       | 1                | 0                | -                | -                | 8                | 0                |
| 2017-18          | パルチザン         | 9                | スーペルリーガ   | 0                | 0                                       | 0                | 0                | -                | -                | 0                | 0                |
| イタリア         | イタリア           | イタリア         | イタリア         | リーグ戦         | リーグ戦                                | イタリア杯       | イタリア杯       | オープン杯       | オープン杯       | 期間通算         | 期間通算         |
| 2018-19          | フィオレンティーナ | 28               | セリエA          | 10               | 0                                       | 0                | 0                | -                | -                | 10               | 0                |
| 2019-20          | フィオレンティーナ | 28               | セリエA          | 30               | 6                                       | 4                | 2                | -                | -                | 34               | 8                |
| 2020-21          | フィオレンティーナ | 9                | セリエA          | 37               | 21                                      | 3                | 0                | -                | -                | 40               | 21               |
| 2021-22          | フィオレンティーナ | 9                | セリエA          | 21               | 17                                      | 3                | 3                | -                | -                | 24               | 20               |
| 2021-22          | ユヴェントス       | 7                | セリエA          | 15               | 7                                       | 4                | 1                | -                | -                | 19               | 8                |
| 2022-23          | ユヴェントス       | 9                | セリエA          | 27               | 10                                      | 2                | 0                | -                | -                | 29               | 10               |
| 2023-24          | ユヴェントス       | 9                | セリエA          | 33               | 16                                      | 5                | 2                | -                | -                | 38               | 18               |
| 2024-25          | ユヴェントス       | 9                | セリエA          | 29               | 10                                      | 2                | 1                | -                | -                | 31               | 11               |
| 通算             | セルビア           | セルビア         | スーペルリーガ   | 21               | 1                                       | 5                | 2                | -                | -                | 26               | 3                |
| 通算             | イタリア           | イタリア         | セリエA          | 202              | 87                                      | 23               | 9                | -                | -                | 225              | 96               |
| 総通算           | 総通算             | 総通算           | 総通算           | 223              | 88\|\|\|28\|\|11\|\|0\|\|0\|\|251\|\|99 |                  |                  |                  |                  |                  |                  |

### 代表
| セルビア代表 | 国際Aマッチ | 国際Aマッチ |
| 年           | 出場        | 得点        |
| ------------ | ----------- | ----------- |
| 2020         | 4           | 1           |
| 2021         | 10          | 6           |
| 2022         | 5           | 3           |
| 2023         | 6           | 3           |
| 2024         | 7           | 0           |
| 2025         | 4           | 1           |
| 通算         | 36          | 14          |

#### ゴール
| #   | 年月日         | 開催地                                            | 対戦国           | 勝敗 | 試合概要                                           |
| --- | -------------- | ------------------------------------------------- | ---------------- | ---- | -------------------------------------------------- |
| 1.  | 2020年11月18日 | スタディオン・ツルヴェナ・ズヴェズダ（ セルビア） | ロシア           | ○5-0 | UEFAネーションズリーグ2020-21・リーグB             |
| 2.  | 2021年3月24日  | スタディオン・ツルヴェナ・ズヴェズダ（ セルビア） | アイルランド     | ○3-2 | 2022 FIFAワールドカップ・ヨーロッパ予選グループA   |
| 3.  | 2021年9月1日   | ナジェルデイ・シュタディオン（ ハンガリー）       | カタール         | ○4-0 | 親善試合                                           |
| 4.  | 2021年10月9日  | スタッド・ドゥ・ルクセンブルク（ ルクセンブルク） | ルクセンブルク   | ○1-0 | 2022 FIFAワールドカップ・ヨーロッパ予選グループA   |
| 5.  | 2021年10月12日 | スタディオン・ツルヴェナ・ズヴェズダ（ セルビア） | アゼルバイジャン | ○3-1 | 2022 FIFAワールドカップ・ヨーロッパ予選グループA   |
| 6.  | 2021年10月12日 | スタディオン・ツルヴェナ・ズヴェズダ（ セルビア） | アゼルバイジャン | ○3-1 | 2022 FIFAワールドカップ・ヨーロッパ予選グループA   |
| 7.  | 2021年11月11日 | スタディオン・ツルヴェナ・ズヴェズダ（ セルビア） | カタール         | ○4-0 | 親善試合                                           |
| 8.  | 2022年9月27日  | ウレヴォール・スタディオン（ ノルウェー）         | ノルウェー       | ○2-0 | UEFAネーションズリーグ2022-23・リーグB             |
| 9.  | 2022年11月18日 | アル・ムハラク・スタジアム（ バーレーン）         | バーレーン       | ○5-1 | 親善試合                                           |
| 10. | 2022年12月2日  | スタジアム974（ カタール）                        | スイス           | ●2-3 | 2022 FIFAワールドカップ・グループG                 |
| 11. | 2023年3月24日  | スタディオン・ツルヴェナ・ズヴェズダ（ セルビア） | リトアニア       | ○2-0 | UEFA EURO 2024予選・グループG                      |
| 12. | 2023年3月27日  | スタディオン・ポド・ゴリツォム（ モンテネグロ）   | モンテネグロ     | ○2-0 | UEFA EURO 2024予選・グループG                      |
| 13. | 2023年3月27日  | スタディオン・ポド・ゴリツォム（ モンテネグロ）   | モンテネグロ     | ○2-0 | UEFA EURO 2024予選・グループG                      |
| 14. | 2025年3月23日  | スタディオン・ツルヴェナ・ズヴェズダ（ セルビア） | オーストリア     | ○2-0 | UEFAネーションズリーグ2024-25・昇格/降格プレーオフ |

## タイトル

### クラブ
パルチザン
- セルビア・スーペルリーガ（2016-17）
- セルビア・カップ（2015-16, 2016-17）

ユヴェントス
- コッパ・イタリア（2023-24）[16]

### 個人
- セリエA U-23シーズン最優秀選手（2020-21）[22]
- セリエA シーズンベストイレヴン（2021-22）[23]
- セリエA シーズン最優秀フォワード（2023-24）[24]
- コッパ・イタリア 得点王（2021-22）
- セルビア年間最優秀選手サッカー選手（セルビア語版）（2024）[25]